# Lechfeld
La Lechfeld est une plaine de Bavière, dans le district de Souabe, aux environs d’Augsbourg. 
Elle est arrosée par le Lech, et a été le théâtre de plusieurs combats. Pépin le Bref y vainquit les Bavarois et les Saxons en 723; Charlemagne, les Avars en 794 ; les Hongrois y battirent les Francs et les Bavarois en 910, et Othon Ier y défit les Hongrois en 955. C'est généralement cette dernière bataille qu'on appelle la bataille du Lechfeld.